# 비르키르 비아르드나손
비르키르 비아르드나손(아이슬란드어: Birkir Bjarnason, 1988년 5월 27일 ~ )는 노르웨이의 엘리테세리엔 비킹에서 뛰는 아이슬란드의 축구 선수다.